# ليفوكاباستين
ليفوكاباستين (بالإنجليزية: Levocabastine)‏ هو دواء يُستعمل في علاج:
- التهاب الملتحمة الحليمي العملاق[8]